# Tialle
Die Tialle ist ein Fluss in Frankreich, der in der Region Auvergne-Rhône-Alpes verläuft. Sie entspringt unter dem Namen Étoile im westlichen Gemeindegebiet von Chastreix, entwässert generell in südwestlicher Richtung über das Hochplateau Artense im Regionalen Naturpark Volcans d’Auvergne und mündet nach rund 22 Kilometern an der Gemeindegrenze von Beaulieu und Lanobre im Rückstau der Barrage de Bort-les-Orgues als linker Nebenfluss in die Dordogne.
Auf ihrem Weg durchquert die Tialle die Départements Puy-de-Dôme und Cantal.

## Orte am Fluss
(Reihenfolge in Fließrichtung)
- Bagnols
- Combrouze, Gemeinde Cros
- La Pradelle, Gemeinde Lanobre
- Lanobre
- Beaulieu